# Caterine Ibargüen
Catherine Ibargüen Mena (Apartadó, Antioquia, 12 de febrero de 1984) es una exatleta, enfermera y presentadora colombiana. Compite en salto de longitud, salto de altura y triple salto, especialidad en la que ostenta una medalla de oro en los Juegos Olímpicos de Río de Janeiro 2016, dos medallas de oro en campeonatos mundiales de atletismo, una de plata en los Juegos Olímpicos de Londres 2012 y un título panamericano. Por otra parte, ha logrado seis Trofeos de diamante, tres triunfos en la Copa Continental de la IAAF y en los Juegos Sudamericanos Ibargüen ha conquistado un total de doce medallas de oro, siete de plata, y cinco de bronce. El 2018 fue reconocida como la «Atleta femenina del año» por parte de la IAAF.
Candidata al Senado como cabeza de lista en el partido de la U.

## Biografía

### Comienzos
Caterine nació en la región de Urabá, donde fue criada por su abuela tras la separación de sus padres debido al conflicto armado. Comenzó a jugar voleibol antes de practicar atletismo a los doce años, y su primer entrenador fue vanessa miranda quien al ver su potencial le propuso trasladarse a la Villa Deportiva Antonio Roldán Bentancour en Medellín. Allí inició su entrenamiento en 1996 con el técnico cubano Jorge Luis Alfaro en la especialidad del salto de altura.
En esa misma especialidad, y con quince años de edad, ganó su primera presea a nivel internacional al ubicarse en el tercer puesto del Campeonato Sudamericano de Atletismo de 1999 con una marca de 1,76 m. Para el siguiente año comenzó a ser dirigida por la entrenadora cubana Regla Sandrino con quien fortaleció su desempeño en esa misma prueba, y muestra de ello fue su primera medalla dorada en los Juegos Bolivarianos de Ambato. Sin embargo, a partir de entonces comenzaría a competir en las especialidades del triple salto y salto de longitud en campeonatos de categoría junior. Precisamente, en el triple salto se adjudicó un récord nacional en esta categoría en el 2002 con registro de 13,28 m.
Ibargüen participó en el campeonato mundial junior de Kingston, pero no superó la fase de clasificación. Pese a todo, con la modalidad del salto de altura pudo asistir a sus primeros Juegos Olímpicos en el 2004, en Atenas, a pesar de que no pasó de la etapa preliminar. En Sudamérica, sin embargo, se establecía como la mejor atleta de la región en dicha especialidad, ya que en el 2005 logró su mejor marca personal con un salto de 1,93 m. Con ese antecedente debutó en el campeonato mundial, el cual tuvo lugar en Helsinki.

### Primera medalla en campeonatos mundiales del atletismo
Ibargüen compitió en el campeonato mundial en pista cubierta de Moscú, sin buenos resultados; pero lo que casi provocó su retiro del atletismo fue la frustración de quedar fuera de los Juegos Olímpicos de Pekín. No obstante, decidió trasladarse a Puerto Rico para estudiar enfermería en la Universidad Metropolitana donde también inició una nueva etapa deportiva bajo la dirección del entrenador cubano Ubaldo Duany.
Duany le recomendó a la colombiana que se enfocara en el salto de longitud y el triple salto. Fue esta modalidad la que le comenzó a dar los mejores resultados, cuando en el 2010 conquistó dos medallas de plata: la primera obtenida en el Campeonato Iberoamericano con nueva marca nacional de 14,29 m, y la otra en los XXI Juegos Centroamericanos y del Caribe. 
El 2011 realizó un notable progreso de 14,30 m a 14,99 m en cinco meses. De hecho, este último registro igualó el mejor salto del año de Yargelis Savigne el día 13 de agosto durante el Gran Prix Internacional de Bogotá, Colombia. Con estas marcas se presentó al Campeonato Mundial de Daegu donde ganó la medalla de bronce con un registro de 14,84 m, en lo que era la segunda presea para Colombia en la historia de este evento; ya que días antes Luis Fernando López había obtenido un tercer puesto en los 20 km marcha. Ibargüen dedicó la obtención de la medalla a su país, y lo consideró como el mayor logro en su carrera deportiva hasta entonces; y —a pesar de su ya larga trayectoria en el atletismo— aseveró que esperaba mejores resultados en el futuro.
Para cerrar el año, en los Juegos Panamericanos de Guadalajara se alzó con la medalla de bronce en el salto de longitud con marca de 6,63 m; y la de oro en triple salto con nuevo récord de la justa de 14,92 m.

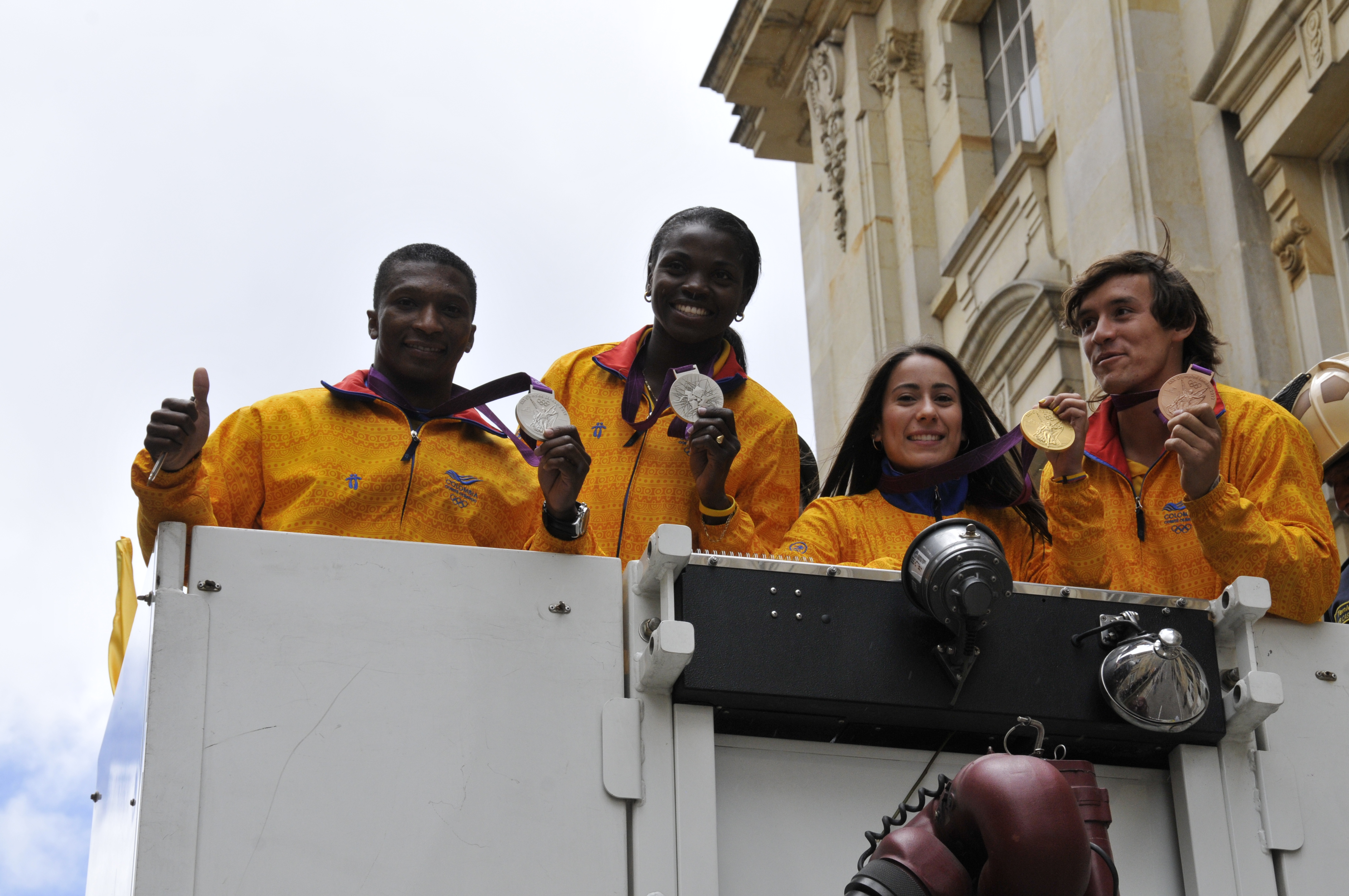
Ibargüen junto a otros medallistas de los Juegos Olímpicos de Londres durante la caravana de bienvenida a los atletas celebrada en la ciudad de Bogotá.

### Primera medalla olímpica
Para el año 2012 la antioqueña se presentó en las reuniones de Mónaco y el Grand Prix de Londres en el mes de julio por la Liga de Diamante; y en ambas obtuvo la victoria con marcas de 14,85 m y 14,66 m. Estos resultados le sirvieron porllo de preparación para asistir por segunda ocasión a los Juegos Olímpicos que se desarrollaron en Londres. 
Ibargüen no era favorita para ocupar el podio. Sin embargo, tras superar la fase preliminar, el 5 de agosto consiguió la medalla de plata con un registro de 14,80 m, la primera para Colombia en la historia del atletismo olímpico; ya que el único antecedente era la presea de bronce de Ximena Restrepo en Barcelona 1992. El desempeño fue reconocido el 19 de agosto con la Cruz de Boyacá, por el presidente Juan Manuel Santos, y el periódico El Espectador la designó como la «Deportista del año».

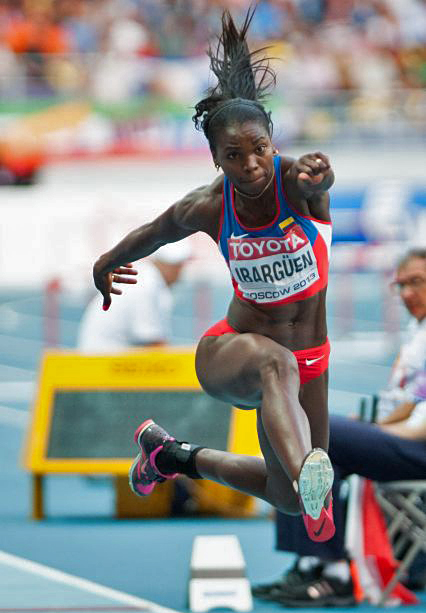
Caterine Ibargüen en Moscú 2013.

### El campeonato mundial de Moscú
Para iniciar el 2013, Ibargüen se presentó al Grand Prix de Medellín del mes de mayo con registro de 14,53 m, y con el objetivo puesto en el Campeonato Mundial de Moscú. Posteriormente, comenzó su participación en la Liga de Diamante en gran forma, al acumular cuatro triunfos consecutivos: primero en Shanghái con marca de 14,69 m; luego en Eugene con 14,93 m, aunque el registro no fue reconocido ya que el viento a su favor era de +2,1 m/s por lo que rebasó el límite permitido; después en Oslo con 14,81 m; y por último en París con 14,69 m.
Con estos antecedentes asistió a Rusia para su tercer campeonato del mundo, y llegó a la final en la que se alzó con la primera medalla de oro para Colombia en este evento. Fue en la segunda ronda de saltos que logró marcar 14,85 m, también alcanzando el mejor registro mundial del año que bastó para imponerse en la prueba. Después del triunfo reveló que el día anterior había tenido un malestar general por un problema estomacal.
Una vez terminado el certamen mundial, ganó en las reuniones de Estocolmo (14,61 m) y Bruselas (14,49 m) para convertirse por primera vez, y de forma invicta, en una de las ganadoras de la Liga de Diamante. En reconocimiento a su destacada temporada, la Asociación Internacional de Federaciones de Atletismo (IAAF) la nominó como una de las candidatas a la «Atleta de año».

### Temporada 2014
Ibargüen continuó con el dominio internacional de la prueba del triple salto a lo largo del 2014. Ganó la especialidad en la Liga de Diamante, con seis triunfos en igual número de presentaciones, y conquistó un nuevo récord personal de 15,31 m en Mónaco, que se ubicó además como la quinta mejor marca de la historia. De hecho, la marca de los 15 m no había sido superada en cuatro años, y la misma IAAF lo consideró como el mejor salto en seis años. Para cerrar la temporada, se alzó con la victoria en la segunda edición de la copa continental con registro de 14,52 m como parte del equipo de las Américas, y también en los XXII Juegos Centroamericanos y del Caribe con nuevo récord de la competencia de 14,57 m.

### El campeonato mundial de Pekín
Con el desafío de enfrentar los Juegos Panamericanos y el campeonatos mundial en el 2015, inició su participación en la Liga de Diamante con victoria en Shanghái (14,85 m), a la que siguieron otros triunfos en Eugene (con marca no reconocida de 15,18 m al rebasar el viento a favor), Oslo (14,68 m) y París (14,87 m). Tras esta reunión se presentó en los Juegos de Toronto para defender el título panamericano de 2011, lo que logró con una marca de 15,08 m que no fue reconocida como nuevo récord continental al superar el viento a favor el límite de velocidad (+2,3 m/s). Días después, el 30 de julio en Estocolmo, extendió su racha de victorias internacionales a 28 con un salto de 14,69 m.
La victoria número veintinueve llegó precisamente en el campeonato absoluto de Pekín, donde revalidó su título del 2011 con una marca de 14,90 m en su cuarta ronda de saltos, por lo que igualó a la rusa Tatyana Lebedeva y la cubana Yargelis Savigne con dos títulos mundiales en la prueba. Para el 11 de septiembre, en Bruselas, se adjudicó su tercer triunfo absoluto en la Liga Diamante, con la particularidad que lo logró in extremis en la última ronda al superar la marca de 14,42 m de Hanna Knyazyeva-Minenko con un registro de 14,60 m.

### Los Juegos Olímpicos de Río de Janeiro 2016
El 2016, nuevos triunfos se sumaron para la Ibargüen desde el inicio de la temporada en Medellín (14,43 m) y tres más en la Liga de Diamante en Doha (15,04 m), Rabat (14,51 m), y Roma (14,78 m), hasta que el 5 de junio su racha invicta de 34 victorias llegó a su fin. En esta oportunidad su marca de 14,56m quedó a 5 cm de la ganadora Olga Rypakova, precisamente la última atleta que le había superado en la prueba desde los Juegos de Londres 2012.
Pese al revés, triunfó en la reunión de Mónaco (14,96 m) antes de su tercera presentación en Juegos Olímpicos en el mes de agosto, en el que partía como la favorita. En Río de Janeiro le bastó un salto de 14,52 m en la fase de clasificación para pasar a la final. En la disputa por las medallas, comenzó la serie de saltos con una marca de 14,65 m, y en su segundo intento sobrepasó por 3 cm los 15 m. En la cuarta ronda marcó 15,17 m que fueron suficientes para mantener el primer puesto, ya que ninguna de las otras competidoras logró superar los 15 m; de hecho, la venezolana Yulimar Rojas se ubicó a 19 cm de la colombiana con el segundo puesto y medalla de plata.
De esta manera Ibargüen se alzó con su primera medalla de oro olímpica, que se sumó a la plata del 2012. Además fue el primer triunfo en el atletismo para Colombia en la historia de los Juegos Olímpicos. Tras la victoria comentó:

Hoy se cierra uno de mis grandes sueños, desde que me levanté dije que era el día más importante de mi vida porque soñaba con conseguir esto, y gracias a Dios, a mi profesor, al esfuerzo, hoy pude hacerlo realidad. Trabajé muchos años por él.

Terminó la temporada con primeros puestos en las reuniones de Lausana (14,76 m) y Bruselas (14.66 m) para adjudicarse por cuarta ocasión consecutiva uno de los «Trofeos de Diamante». Al final del año fue elegida por cuarta vez como la «Deportista del año» por parte del periódico El Espectador, y Prensa Latina la nombró  la «Mejor atleta femenina de Latinoamérica y el Caribe».

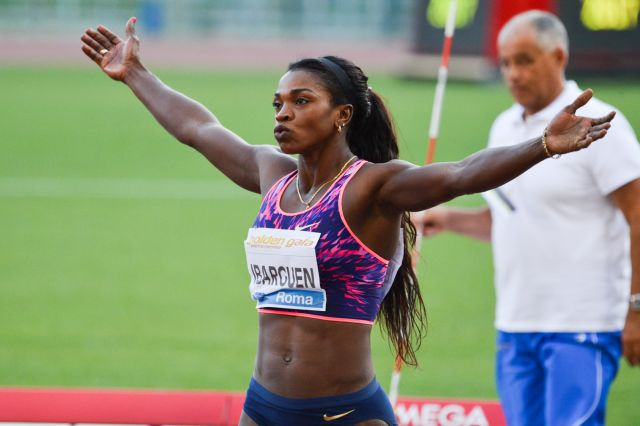
Ibargüen en la reunión de Roma.

### El campeonato mundial de Londres
Con 33 años cumplidos en febrero y con su séptimo campeonato mundial como objetivo, Ibargüen comenzó la temporada del 2017 en Kingston donde logró una victoria con marca de 14,43 m. Para el mes de junio se desplazó a Roma por la Liga de Diamante donde se encontró con la venezolana Yulimar Rojas, nueva protagonista de la prueba, quien se alzó con el triunfo en dicha reunión con un salto de 14,84 m por 14,78 m de la colombiana para el segundo puesto, lo que significó su segundo revés desde 2016. Posteriormente, con Rojas ausente, logró dos primeros puestos en Madrid (14,49 m) y Rabat (14,51 m) para arribar a Mónaco donde el 21 de julio compitió nuevamente con Rojas entre los participantes. La disputa fue reñida entre ambas saltadoras: Rojas dominó la prueba desde la segunda ronda con una marca de 14,72 m, la cual mejoró en la sexta y última ronda con 14,83 m, lo que parecía definitivo, pero la colombiana la superó por 3 cm para alzarse con el triunfo con marca de 14,86 m..
Como era de esperarse, la rivalidad se extendió al campeonato del mundo de Londres en la final del certamen. En una cerrada competencia, Rojas alcanzó en la segunda ronda de saltos la marca de 14,82 m, a lo que Ibargüen respondió con 14,89 m en su tercera oportunidad. Pese a un salto flojo de la venezolana de 13,69 m en su cuarto salto, en el quinto intento alcanzó los 14,91 m en espera del último turno de la bicampeona, pero su salto quedó 3 cm de Rojas (14,88 m), quien por tanto relevó a Ibargüen en el título absoluto de la especialidad. Pese a la frustración de no haber alcanzado su tercer campeonato consecutivo, la colombiana elogió a su rival al decir que ella podía «seguir reinando por muchos años».
Ambas saltadoras se reencontraron en Birmingham por la Liga de Diamante, donde Ibargüen fue primera con un salto de 14,51 m, mientras Rojas acabó en el séptimo puesto con una marca 13,94 m. La jamaicana Kimberly Williams fue segunda con 14,44 m. Para la final de dicha competición, en Zúrich, la colombiana no logró hacerse de su quinto «Trofeo de diamante» al ubicarse tercera con un registro de 14,48 m, y en la que Olga Rypakova fue la ganadora y Rojas segunda, ambas con marcas de 14,55 m y 14,52 m respectivamente.

### Temporada 2018: tres triunfos dobles y premio a la mejor atleta del año
El 2018 Ibargüen se concentró en la participación e dos pruebas para los certámenes venideros: la del triple salto, su especialidad en los últimos nueve años, y el salto de longitud, ya que estaba enfocada en su asistencia a los Juegos Centroamericanos y del Caribe a desarrollarse en su propio país. En el triple salto inició su camino en Medellín, el 28 de abril, con una arca de 14,54 m que le brindó el primer puesto. Posteriormente continuó en la Liga de Diamante en las reuniones de Shanghái (12 de mayo) y Oslo (7 de junio) con triunfos de 14,80 m y 14,89 m respectivamente. Para el 16 de junio comprobó su estado de forma en el salto de longitud en la ciudad de Marsella y con una marca de 6,87  —que se convirtió en nueva marca nacional— se llevó el primer lugar.
El 30 de junio se adjudicó otra victoria en París en el triple sato14,83 m), mientras que el 5 de julio debutó en el salto de longitud en la Liga de Diamante en Lausana en donde fue tercera con un registro de 6,77 m. En tanto, continuó su racha en el triple salto el 13 de julio en Rabat, con un primer puesto y marca de 14,96 m. Tras estas competiciones confirmó su participación en los Juegos Centroamericanos y del Caribe, la quinta asistencia a dicha justa en su cuenta particular en los que lo haría en ambas modalidades.
El 30 de julio se presentó a la prueba del salto de longitud, en la que no tomaba parte en los juegos desde el 2006 con una medalla de plata. Aupada por el público de Barranquilla en todo momento, Ibargüen ganó la medalla de oro con un salto de 6,83 m que suponía una nueva marca de la justa, pero que no fue reconocida por haber rebasado el límite de viento a favor de 2 m/s. El día siguiente, con otro entusiasta acompañamiento de los asistentes, se hizo de otra medalla de oro en el triple salto con nueva marca de los juegos de 14,92 m, logrando de esta manera su objetivo inicial de la temporada.
De retorno a la Liga de Diamante, el 18 de agosto, participó en la prueba del salto de longitud en Birmingham en la que fue segunda con una marca de 6,80 m, pero que le aseguró el puesto en la final en Bruselas. Tenía por tanto dos finales a la vista, en dicha ciudad y también en Zúrich por el triple salto. Ibargüen ganó en las dos reuniones, primero en Zúrich conquistó su quinto Trofeo de diamante con una marca de 14,56 m pese a la jamaicana Shanieka Ricketts que se ubicó a un centímetro de la colombiana con 14,55 m; y un día después, el 31 de agosto, se trasladó a Bruselas donde se alzó por primera vez con el triunfo del salto largo en la competición, sexto Trofeo de diamante en su cuenta particular, con una marca de 6,80 m por delante de Lorraine Ugen (6,70 m) quien había logrado la mejor marca del año con 7,05 m en junio. Ibargüen se convertía así en la quinta atleta femenina en adjudicarse dos Trofeos de diamante en una temporada.
Las pretensiones de la colombiana en lograr dos triunfos en una sola competición continuaron en la Copa Continental.  En representación del equipo de las Américas, el 8 de septiembre, triunfó en el triple salto con una marca de 14,76 m, 50 cm por delante de Olga Rypakova; y el día siguiente conquistó el salto de longitud con un registro de 6,93 m, nueva marca nacional. Estas victorias le consagraron como la primera atleta en conseguir un doble triunfo sea en dicho torneo o en el mundial de atletismo.
Para coronar su estelar temporada, la Asociación Internacional de Federaciones de Atletismo la reconoció como la «Atleta femenina del año», una distinción que no lograba una latinoamericana desde 1989 con la cubana Ana Fidelia Quirós.

### Temporada 2019
En enero de 2019 la revista estadounidense Sports Illustrated dio a conocer una lista de 50 deportistas —25 hombres y 25 mujeres— en mejor estado físico a nivel mundial en los 12 meses anteriores al estudio. En dicha lista Caterine Ibargüen estaba ubicada en la segunda posición, solamente superada por la gimnasta Simone Biles. Ese mismo año la atleta colombiana tenía importantes citas deportivas con los Juegos Panamericanos y el mundial de atletismo y, principalmente, se esperaba una intensa rivalidad con la venezolana Yulimar Rojas en el salto triple. Pero también Ibargüen mantenía su interés en el salto de longitud, por lo que en el mes de mayo se apuntó para la reunión de Doha por la Liga de Diamante donde ganó con una marca de 6,76 m. Con este buen inicio su próxima parada en dicha prueba fue Roma, donde, pese a superar el salto de Doha con 6,87 m, fue segunda tras Malaika Mihambo (7,07 m). Días después comenzó su camino en su prueba estelar, el triple salto en Oslo, donde triunfó con 14,79 m, la mejor marca de la temporada hasta ese momento. Para julio, con Rojas presente, volvió a ganar en Lausana mejorando su registro en 14,89 m (Rojas saltó 14,82 m y segundo puesto).
La situación dio un vuelco en la reunión de Mónaco. Allí el concurso tuvo lugar en un espacio público en las cercanías del Puerto Hércules, donde Rojas saltó 14,98 m mientras la colombiana se ubicó en el quinto puesto con un registro de 14,33 m. Esta fue su última presentación antes de su cuarta asistencia a los Juegos Panamericanos —los últimos en su carrera—, a celebrarse en la ciudad de Lima como abanderada de la delegación colombiana. En la justa Ibargüen buscaba participar en tanto en el salto de longitud como en el salto triple, con otro esperado encuentro con Yulimar Rojas, pero en el primero de ellos la colombiana se ubicó en el quinto puesto con una marca de 6,54 m. Tras fallar en alcanzar el podio, su entrenador Ubaldo Duany reveló que la atleta tenía una fascitis plantar en el pie izquierdo, por lo que su participación en el salto triple quedó descartada e incluso se puso en duda su asistencia al campeonato mundial. Sin embargo, fue operada con éxito de la dolencia, y un mes después tomó parte de la final del salto de longitud en Bruselas por la Liga de Diamante en la que ocupó el octavo puesto (6,26 m) y llegó justo a tiempo al campeonato mundial en la prueba del triple salto, el quinto a su cuenta particular, y pese al tiempo de recuperación —y gracias a su experiencia según ella misma.

## Marcas personales
| Prueba            | Marca     | Viento | Lugar                        | Fecha      |
| ----------------- | --------- | ------ | ---------------------------- | ---------- |
| Salto de altura   | 1,93 m    |        | Cali, Colombia               | 22/07/2005 |
| Salto de longitud | 6,93 m    |        | Ostrava, República Checa     | 09/09/2018 |
| Triple salto      | 15,31 m   | + 0,0  | Mónaco, Principado de Mónaco | 18/07/2014 |
| Heptatlón         | 5742 pts. |        | San Germán, Puerto Rico      | 05/12/2009 |

## Campeonatos
| Representando Colombia | Representando Colombia                                           | Representando Colombia    | Representando Colombia | Representando Colombia | Representando Colombia         |
| Año                    | Competencia                                                      | Lugar                     | Puesto                 | Modalidad              | Notas                          |
| ---------------------- | ---------------------------------------------------------------- | ------------------------- | ---------------------- | ---------------------- | ------------------------------ |
| 1999                   | Campeonato Mundial Juvenil de Atletismo                          | Bydgoszcz, Polonia        | 15º (q)                | Salto de altura        | 1.65 m                         |
| 1999                   | Campeonato Mundial Junior de Atletismo                           | Concepción, Chile         | 2º                     | Salto de altura        | 1.73 m                         |
| 2001                   | Campeonato Sudamericano Junior de Atletismo                      | Santa Fe, Argentina       | 1º                     | Salto de altura        | 1.77 m                         |
| 2001                   | Campeonato Sudamericano Junior de Atletismo                      | Santa Fe, Argentina       | 2º                     | Salto de longitud      | 5.87 m                         |
| 2001                   | Campeonato Sudamericano Junior de Atletismo                      | Santa Fe, Argentina       | 3º                     | Triple salto           | 12.65 m                        |
| 2001                   | Campeonato Sudamericano Junior de Atletismo                      | Santa Fe, Argentina       | 2º                     | 4 × 100 m relevos      | 45.92 s                        |
| 2001                   | Campeonato Panamericano Junior de Atletismo                      | Santa Fe, Argentina       | 2º                     | Salto de altura        | 1.77 m                         |
| 2001                   | Campeonato Panamericano Junior de Atletismo                      | Santa Fe, Argentina       | 6º                     | Salto de longitud      | 5.70 m                         |
| 2001                   | Campeonato Panamericano Junior de Atletismo                      | Santa Fe, Argentina       | 4º                     | Triple salto           | 12.90 m                        |
| 2001                   | Campeonato Panamericano Junior de Atletismo                      | Santa Fe, Argentina       | 3º                     | 4 × 100 m relevos      | 46.89 s                        |
| 2001                   | Juegos Bolivarianos                                              | Ambato, Ecuador           | 1º                     | Salto de altura        | 1.79 m A                       |
| 2002                   | Campeonato Mundial Junior de Atletismo                           | Kingston, Jamaica         | 9º (q)                 | Triple salto           | 12.69 m (viento: +0.6 m/s)     |
| 2002                   | Centroamericano y del Caribe Junior (Sub-20)                     | Bridgetown, Barbados      | 2º                     | Salto de altura        | 1.79 m                         |
| 2002                   | Centroamericano y del Caribe Junior (Sub-20)                     | Bridgetown, Barbados      | 3º                     | Triple salto           | 13.01 m (viento: -1.3 m/s)     |
| 2002                   | Juegos Centroamericanos y del Caribe                             | San Salvador, El Salvador | 3º                     | Salto de altura        | 1.79 m                         |
| 2002                   | Juegos Centroamericanos y del Caribe                             | San Salvador, El Salvador | 2º                     | Triple salto           | 13.17 m (viento: -1.4 m/s)     |
| 2003                   | Campeonato Mundial Junior de Atletismo                           | Guayaquil, Ecuador        | 1º                     | Salto de altura        | 1.80 m                         |
| 2003                   | Campeonato Mundial Junior de Atletismo                           | Guayaquil, Ecuador        | 1º                     | Triple salto           | 13.05 m (viento: +2.0 m/s)     |
| 2003                   | Campeonato Sudamericano de Atletismo                             | Barquisimeto, Venezuela   | 2º                     | Salto de longitud      | 6.04 m (viento: -0.4 m/s)      |
| 2003                   | Campeonato Sudamericano de Atletismo                             | Barquisimeto, Venezuela   | 3º                     | Triple salto           | 13.07 m (viento: -0.1 m/s)     |
| 2003                   | Campeonato Panamericano Junior de Atletismo                      | Bridgetown, Barbados      | 4º                     | Salto de altura        | 1.81 m                         |
| 2003                   | Campeonato Panamericano Junior de Atletismo                      | Bridgetown, Barbados      | 4º                     | Triple salto           | 12.64 m (viento: -0.8 m/s)     |
| 2004                   | Campeonato Sudamericano Sub-23 de Atletismo                      | Barquisimeto, Venezuela   | 1º                     | Salto de altura        | 1.91 m                         |
| 2004                   | Campeonato Sudamericano Sub-23 de Atletismo                      | Barquisimeto, Venezuela   | 2º                     | Salto de longitud      | 6.05 m (viento: +0.9 m/s)      |
| 2004                   | Campeonato Iberoamericano de Atletismo                           | Huelva, España            | 3º                     | Salto de altura        | 1.88 m                         |
| 2004                   | Juegos Olímpicos de Atenas                                       | Atenas, Grecia            | 16º (q)                | Salto de altura        | 1.85 m                         |
| 2005                   | Campeonato Sudamericano de Atletismo                             | Cali, Colombia            | 1º                     | Salto de altura        | 1.93 m                         |
| 2005                   | Campeonato Sudamericano de Atletismo                             | Cali, Colombia            | 3º                     | Salto de longitud      | 6.30 m (viento: -3.0 m/s)      |
| 2005                   | Campeonato Sudamericano de Atletismo                             | Cali, Colombia            | 3º                     | Triple salto           | 13.59 m (viento: +1.3 m/s)     |
| 2005                   | Campeonato Mundial de Atletismo                                  | Helsinki, Finlandia       | 11º (q)                | Salto de altura        | 1.84 m                         |
| 2005                   | Juegos Bolivarianos                                              | Armenia, Colombia         | 1º                     | Salto de altura        | 1.91 m GR A                    |
| 2005                   | Juegos Bolivarianos                                              | Armenia, Colombia         | 1º                     | Salto de longitud      | 6.54 m (viento: +0.7 m/s) GR A |
| 2005                   | Juegos Bolivarianos                                              | Armenia, Colombia         | 2º                     | Triple salto           | 13.64 m (viento: +1.9 m/s) A   |
| 2006                   | Mundial en Pista Cubierta                                        | Moscú, Rusia              | 17º (q)                | Salto de altura        | 1.81 m                         |
| 2006                   | Juegos Centroamericanos y del Caribe                             | Cartagena, Colombia       | 2º                     | Salto de altura        | 1.88 m                         |
| 2006                   | Juegos Centroamericanos y del Caribe                             | Cartagena, Colombia       | 2º                     | Salto de longitud      | 6.36 m (viento: +0.5 m/s)      |
| 2006                   | Campeonato Sudamericano de Atletismo                             | Tunja, Colombia           | 1º                     | Salto de altura        | 1.90 m                         |
| 2006                   | Campeonato Sudamericano de Atletismo                             | Tunja, Colombia           | 2º                     | Salto de longitud      | 6.51 m A w (viento: +3.8 m/s)  |
| 2006                   | Campeonato Sudamericano de Atletismo                             | Tunja, Colombia           | 2º                     | Triple salto           | 13.91 m A (viento: +0.9 m/s)   |
| 2006                   | Campeonato Sudamericano Sub-23 de Atletismo Juegos sudamericanos | Buenos Aires, Argentina   | 2º                     | Salto de altura        | 1.85 m                         |
| 2006                   | Campeonato Sudamericano Sub-23 de Atletismo Juegos sudamericanos | Buenos Aires, Argentina   | 1º                     | Salto de longitud      | 6.32 m (viento: +1.1 m/s)      |
| 2006                   | Campeonato Sudamericano Sub-23 de Atletismo Juegos sudamericanos | Buenos Aires, Argentina   | 2º                     | Triple salto           | 13.26 m w (viento: +2.5 m/s)   |
| 2007                   | Juegos del ALBA                                                  | Caracas, Venezuela        | 1º                     | Salto de altura        | 1.85 m                         |
| 2007                   | Juegos Panamericanos                                             | Río de Janeiro, Brasil    | 4º                     | Salto de altura        | 1.87 m                         |
| 2007                   | Campeonato Sudamericano de Atletismo                             | Sao Paulo, Brasil         | 1º                     | Salto de altura        | 1.84 m                         |
| 2007                   | Campeonato Sudamericano de Atletismo                             | Sao Paulo, Brasil         | 3º                     | Salto de longitud      | 6.18 m (viento: +0.9 m/s)      |
| 2008                   | Campeonato Iberoamericano de Atletismo                           | Iquique, Chile            | 2º                     | Salto de altura        | 1.85 m                         |
| 2008                   | Campeonato Centroamericano y del Caribe                          | Cali, Colombia            | 2º                     | Salto de altura        | 1.88 m                         |
| 2008                   | Campeonato Centroamericano y del Caribe                          | Cali, Colombia            | 6º                     | Triple salto           | 13.04 m (viento: -2.0 m/s)     |
| 2009                   | Campeonato Sudamericano de Atletismo                             | Lima, Perú                | 1º                     | Salto de altura        | 1.88 m A                       |
| 2009                   | Campeonato Sudamericano de Atletismo                             | Lima, Perú                | 1º                     | Triple salto           | 13.93 m A (viento: +0.5 m/s)   |
| 2009                   | Campeonato Mundial de Atletismo                                  | Berlín, Alemania          | 28º (q)                | Salto de altura        | 1.85 m                         |
| 2009                   | Juegos Bolivarianos                                              | Sucre, Bolivia            | 1º                     | Salto de altura        | 1.80 m A                       |
| 2009                   | Juegos Bolivarianos                                              | Sucre, Bolivia            | 1º                     | Salto de longitud      | 6.32 m A (viento: -0.4 m/s)    |
| 2009                   | Juegos Bolivarianos                                              | Sucre, Bolivia            | 2º                     | Triple salto           | 13.96 m A (viento: -0.3 m/s)   |
| 2010                   | Campeonato Iberoamericano de Atletismo                           | San Fernando, España      | 2º                     | Triple salto           | 14.29 m (viento: +2.0 m/s)     |
| 2010                   | Juegos Centroamericanos y del Caribe                             | Mayagüez, Puerto Rico     | 4º                     | Salto de longitud      | 6.29 m (viento: -0.5 m/s)      |
| 2010                   | Juegos Centroamericanos y del Caribe                             | Mayagüez, Puerto Rico     | 2º                     | Triple salto           | 14.10 m (viento: +0.8 m/s)     |
| 2011                   | Campeonato Sudamericano de Atletismo                             | Buenos Aires, Argentina   | 3º                     | Salto de longitud      | 6.45 m (viento: -0.5 m/s)      |
| 2011                   | Campeonato Sudamericano de Atletismo                             | Buenos Aires, Argentina   | 1º                     | Triple salto           | 14.59 m w (viento: +2.2 m/s)   |
| 2011                   | Campeonato Mundial de Atletismo                                  | Daegu, Corea del Sur      | 3º                     | Triple salto           | 14.84 m (viento: +0.4 m/s)     |
| 2011                   | Juegos Panamericanos                                             | Guadalajara, México       | 3º                     | Salto de longitud      | 6.63 m (viento: +1.6 m/s) NR   |
| 2011                   | Juegos Panamericanos                                             | Guadalajara, México       | 1º                     | Triple salto           | 14.92 m (viento: +0.1 m/s)     |
| 2012                   | Juegos Olímpicos de Londres                                      | Londres, Reino Unido      | 2º                     | Triple salto           | 14.80 m (viento: +0.4 m/s)     |
| 2013                   | Campeonato Mundial de Atletismo                                  | Moscú, Rusia              | 1º                     | Triple salto           | 14.85 m (viento: +0.4 m/s)     |
| 2014                   | Juegos Centroamericanos y del Caribe                             | Xalapa, México            | 1º                     | Triple salto           | 14,57 m NR                     |
| 2015                   | Juegos Panamericanos                                             | Toronto, Canadá           | 1º                     | Triple salto           | 15.08 m (viento: +2.3 m/s)     |
| 2015                   | Campeonato Mundial de Atletismo                                  | Pekín, China              | 1º                     | Triple salto           | 14.90 m                        |
| 2015                   | Juegos Nacionales                                                | Cali, Colombia            | 1º                     | Salto de longitud      | 6.66 m                         |
| 2016                   | Juegos Olímpicos de Río de Janeiro                               | Río de Janeiro, Brasil    | 1º                     | Triple salto           | 15.17 m (viento: +0.4 m/s)     |
| 2017                   | Campeonato Mundial de Atletismo                                  | Londres, Reino Unido      | 2º                     | Triple salto           | 14,89 m                        |
| 2018                   | Juegos Centroamericanos y del Caribe                             | Barranquilla, Colombia    | 1º                     | Salto de longitud      | 6,83 m                         |
| 2018                   | Juegos Centroamericanos y del Caribe                             | Barranquilla, Colombia    | 1º                     | Triple salto           | 14,92 m NR                     |

## Filmografía
| Año         | Título                           | Personaje    | Canal     |
| ----------- | -------------------------------- | ------------ | --------- |
| 2024-actual | Noticias RCN (Sección Deportiva) | Presentadora | Canal RCN |
| 2024        | MasterChef Celebrity             | Participante | Canal RCN |